# Loi marocaine organisant l'exercice de la profession d'avocat
Lire en ligne

arabe BO n° 5680 du 6/11/2008

Au Maroc, la Loi n° 28-08 est le texte législatif qui édicte l'ensemble des règles relatives à l'organisation de la profession d'avocat. Elle qualifie cette profession de libérale et indépendante, et donne aux avocats le statut de partie de la famille judiciaire.
Cette loi a abrogé la loi n° 1-93-162 telle qu'elle a été  amendée par la loi n° 1-96-117.

## Table générale des matières
La loi n° 28-08 est composé de cinq titres:
- Titre Premier: De la profession d'avocat (Articles 1 à 81) 
  - Chapitre I : Dispositions générales (1 à 5)
  - Chapitre II : De l'accès à la profession (5 à 24)
  - Chapitre III : De l'exercice de la profession (25 à 34)
  - Chapitre IV : Des obligations de l'avocat (35 à 57)
  - Chapitre V : De l'immunité de la défenses (58 à 60)
  - Chapitre VI : De la discipline (61 à 72)
  - Chapitre VII : De l'interruption et cassation de l'exercice de la profession (73 à 81)
- Titre II :De l'organisation des barreaux (82 à 97)
  - Chapitre I : Le Barreau, ses organes et attributions (82 à 92)
  - Chapitre II : Des notifications et des recours (93 à 97)
- Titre III :Dispositions pénales (98 à 100)
- Titre IV: Dispositions générales (101)
- Titre V:Dispositions transitoires (102)
- Titre V: Dispositions finales (103)

## Dispositions de la loi

### L'accès et l'exercice de la profession d'avocat
Nul ne peut exercer la profession d'avocat, s'il n'est pas avocat inscrit au tableau de l'un des barreaux au Maroc ou s'il n'est stagiaire avocat inscrit dans une liste d'avocats stagiaires relevant d'un barreau marocain.
La profession est organisée par le biais des barreaux dans le ressort des cours d'appel.
Le concours d'accès au stage est actuellement organisé par le ministère de la justice, jusqu'à la création d'un organisme de formation spécialisé.
En outre, le certificat d'aptitude à l'exercice de la profession d'avocat est toujours délivrée par ministère de la justice.